# 格萊斯多夫

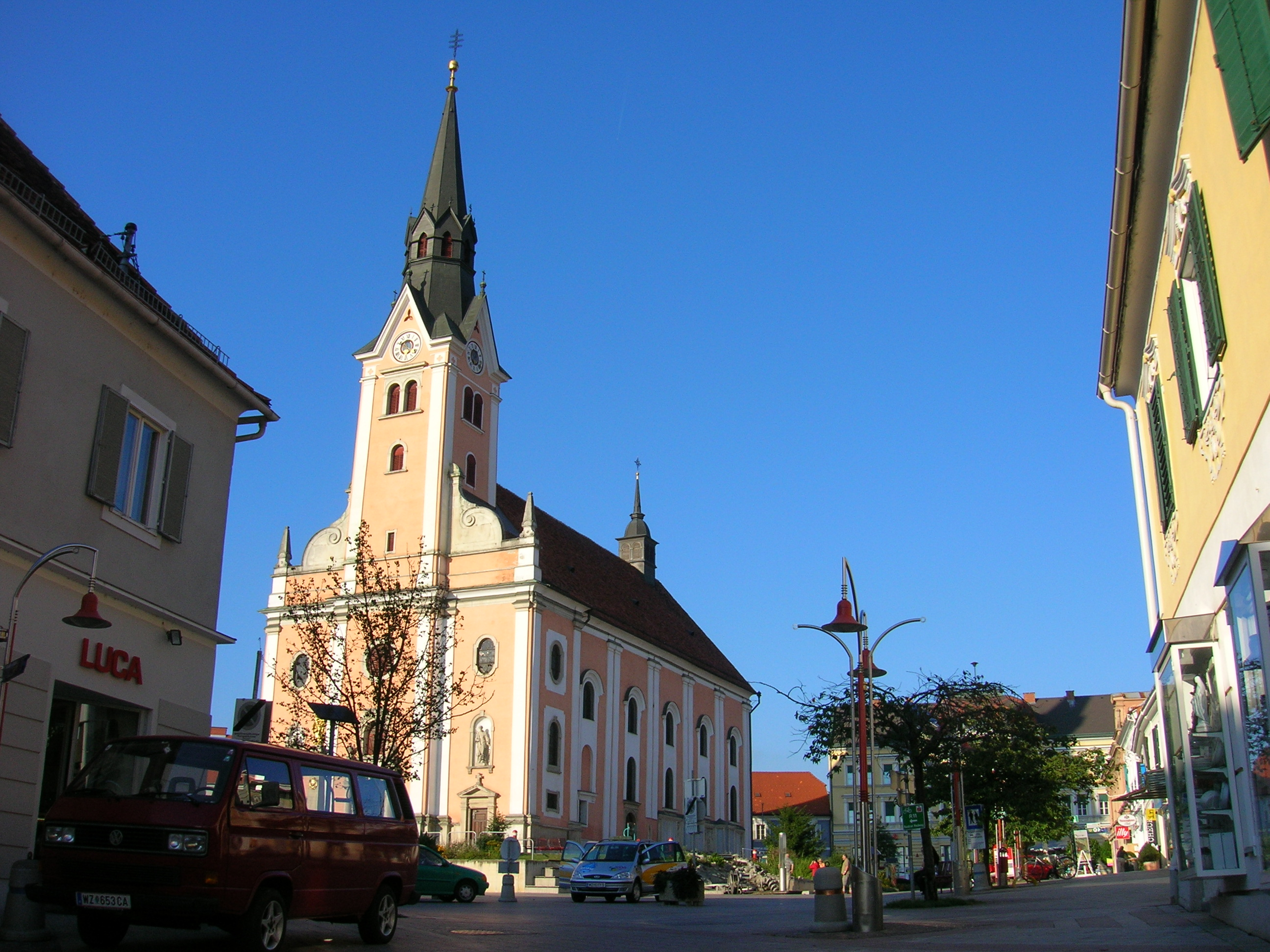

格萊斯多夫（德語：Gleisdorf）是奧地利的城鎮，位於該國東南部，距離首府格拉茨25公里，由施蒂利亞州負責管轄，面積38.67平方公里，海拔高度365米，2016年人口10,456。

## 外部連結
- Gleisdorf Cityportal （页面存档备份，存于）